# Acanthoctenus remotus
Acanthoctenus remotus là một loài nhện trong họ Ctenidae.
Loài này thuộc chi Acanthoctenus. Acanthoctenus remotus được Arthur Merton Chickering miêu tả năm 1960.

## Hình ảnh